# William Farnum
William Farnum (Boston, de Massachusetts, 4 de julio de 1876 –  Hollywood, de California, 5 de junio de 1953) fue un actor cinematográfico estadounidense. 

## Biografía
Nació en el seno de una familia de actores. Sus dos hermanos, Dustin y Marshall, también fueron intérpretes. 
William Farnum se estrenó como actor a los diez años de edad en Richmond (Virginia) en una representación de la obra Julio César en la que Edwin Booth interpretaba el papel principal. Su primer gran éxito fue su actuación en el primer papel de la obra Ben-Hur en 1900, aunque reemplazando al actor que originariamente interpretaba al personaje: Edward Morgan. 
Posteriores obras en las que Farnum actuó fueron: The Prince of India (1906); The White Sister (1909), con Viola Allen; The Littlest Rebel (1911), junto a su hermano Dustin y a la actriz infantil Mary Miles Minter (entonces con nueve años de edad); y Arizona (1913), con Dustin y Elsie Ferguson.

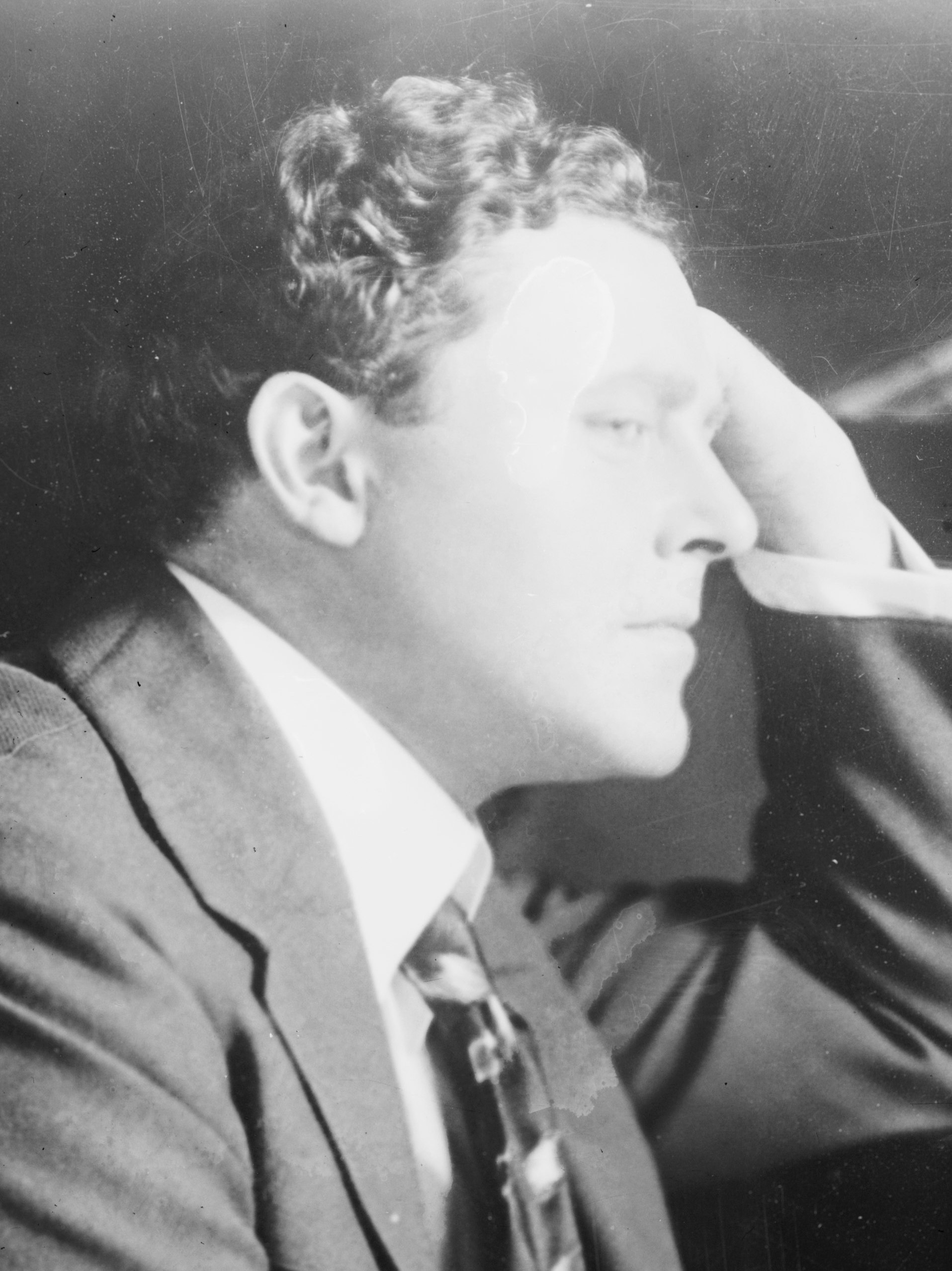
William Farnum

Entre 1915 y 1925, Farnum se dedicó al cine, llegando a ser uno de los actores mejor pagados de Hollywood, con unos ingresos de 10 000 dólares semanales. Trabajó contratado para Fox Films, y de esa época destacan los filmes mudos Drag Harlan (1920) y If I Were King (1921).
William Farnum falleció a causa de un cáncer. Fue enterrado en el Cementerio Forest Lawn Memorial Park de Glendale (California).
Farnum recibió una estrella en el Paseo de la Fama de Hollywood, en el 6324 del Hollywood Boulevard, por su contribución al cine.